# Церква Святого Великомученика Юрія Переможця (Сущин)
Церква Святого Великомученика Юрія Переможця в Сущині — парафія і храм Теребовлянського благочиння Тернопільської єпархії Православної церкви України в селі Сущин Тернопільського району Тернопільської области.
Оголошена пам'яткою архітектури місцевого значення.

## Історія церкви
Села Сущин та Остальці утворюють одну парафію з єдиною церквою, освяченою у 1865 році священником Юськевичем на честь святого великомученика Юрія Переможця.
До 1863 року в селі Остальці діяла дерев'яна церква, що згоріла у 1811 році. Після її відбудови парафію приєднали до Сущина.
З тих часів до Сущина також було приєднано село Лошнів.
Архієпископ Тернопільський і Кременецький Іов освятив новозбудовану капличку на честь Покладення Ризи Пресвятої Богородиці.
15 липня 2006 року, на храмовий празник, він освятив новий престол.

## Парохи
с. Остральці
- о. Іван Жукевич (1785),
- о. Микола Маркевич (1786—1789),
- о. Григорій Гаванський (1789—1790),
- о. Микола Маркевич (1791—1806),
- о. Іван Грабович (1806—1807),
- о. Дуніковський (1807—1811).

с. Сущин
- о. Юськевич,
- о. Николай Маркевич (1785—1806),
- о. Іван Грабович (1806—1811),
- о. Ілля Сасевич (1811—1814),
- о. Николай Юськевич (1832—1839),
- о. Теодор Ілевич (1839—1841),
- о. Николай Юськевич (1842—1889),
- о. Ігнатій Левицький (1890—1911),
- о. Льонгін Туркевич (1906—1908),
- о. Михайло Брикович (1906—1908),
- о. Лев Абрисовський,
- о. Климентій Слюзар (1913—1932),
- о. Володимир Слюзар (1932),
- о. Мирослав Кошик (1948—1952),
- о. Семен Лісничук (1953—1963),
- о. Кіндрат Лавренчук (1963—1966),
- о. Леонід Николаїв (1966—1969),
- о. Василь Павлюк (1969—1970),
- о. Роман Мороко (1970—1974),
- о. Ярослав Бекесевич (1975 1976),
- о. Іван Збаращук (1975 1976),
- о. Роман Водяний (1977—1982),
- о. Василь Семків (1983—1989),
- о. Микола Боднарчук (1989—1990),
- о. Василь Яворський (1990—1991),
- о. Валерій Пашко (1991—1992),
- о. Василь Лабазович (з 18 жовтня 1992).